# آلمان در المپیک تابستانی ۲۰۲۴
کاروان المپیکی آلمان در بازی‌های المپیک تابستانی ۲۰۲۴ که از ۲۶ ژوئیه تا ۱۱ اوت ۲۰۲۴ (۵ تا ۲۱ امرداد ۱۴۰۳ خورشیدی) به میزبانی پاریس، پایتخت فرانسه برگزار شد، شرکت کرد. این حضور، هجدهمین حضور متوالی آلمان در بازی‌های المپیک تابستانی بود، به جز بازی‌های ۱۹۲۰ و ۱۹۲۴ به دلیل نقش این کشور در جنگ جهانی اول، و بازی‌های ۱۹۴۸ به دلیل نقش کشور در جنگ جهانی دوم. از سال‌های ۱۹۵۶ تا ۱۹۶۴، آلمان‌ها به عنوان تیم متحد آلمان رقابت کردند؛ و در سال ۱۹۶۸، تیم به دو بخش آلمان غربی و آلمان شرقی تقسیم شد. آلمان غربی به دلیل تحریم آمریکایی‌ها، بازی‌های ۱۹۸۰ را تحریم کرد و در بازی‌های ۱۹۸۴ بازگشت. آلمان شرقی به دلیل تحریم شوروی‌ها، بازی‌های ۱۹۸۴ را تحریم کرد و در بازی‌های ۱۹۸۸ برای آخرین بار شرکت کرد. یک سال پس از سقوط دیوار برلین، غرب و شرق آلمان به عنوان یک کشور واحد با اتحاد دوبارهٔ آلمان در سال ۱۹۹۰، دوباره به بازی‌های المپیک تابستانی پیوستند و از بازی‌های ۱۹۹۲ بارسلونا به این بازی‌ها ادامه داده‌اند.
کنفدراسیون ورزش‌های المپیک آلمان اولاف تابور را به عنوان سرپرست تیم ملی برای بازی‌های المپیک تابستانی ۲۰۲۴ در پاریس منصوب کرد.

## پرچم‌داران
|                                                                                    |  |  |
| آنا ماریا-واگنر (چپ) و دنیس شرودر (راست)، پرچم‌داران کاروان آلمان در مراسم افتتاحیه |  |  |

از بازی‌های المپیک تابستانی ۲۰۱۶ در ریو دو ژانیرو، پرچم‌داران آلمان از طریق رأی‌گیری آنلاین انتخاب می‌شوند. در انتخابات دو مرحله‌ای، عموم مردم و ورزشکاران هر کدام به طور مساوی تصمیم می‌گیرند که چه کسی می‌تواند پرچم تیم آلمان را هدایت کند. مشابه بازی‌های المپیک تابستانی ۲۰۲۰، یک مرد و یک زن به طور مشترک پرچم را حمل کردند. این انتخابات در بازهٔ زمانی ۱۵ تا ۲۱ ژوئیهٔ ۲۰۲۴ برگزار شد.
گزینه‌های زنان عبارت بودند از:
- جسیکا فون بردو-ورندل (سوارکاری، دو بار قهرمان المپیک در توکیو و قهرمان جهان ۲۰۱۸)،
- الکساندرا پاپ (فوتبال، کاپیتان تیم ملی آلمان و قهرمان المپیک ۲۰۱۶) و
- آنا ماریا-واگنر (جودو، دو بار قهرمان جهان و دو مدال برنز در بازی‌های توکیو).

در میان مردان، انتخاب بین افراد زیر بود:
- کریستیان رایتز (تیراندازی، سه بار قهرمان جهان و قهرمان المپیک ۲۰۱۶)،
- دنیس شرودر (بسکتبال، کاپیتان تیم ملی آلمان و قهرمان جهان ۲۰۲۳) و
- الکساندر زورف (تنیس، قهرمان المپیک ۲۰۲۱ و دو بار برندهٔ فینال‌های فدراسیون تنیس).

در ۲۳ ژوئیه ۲۰۲۴، کمیتهٔ المپیک آلمان اعلام کرد که آنا ماریا-واگنر و دنیس شرودر در مراسم افتتاحیه پرچم آلمان را بر روی رود سن به طور مشترک حمل خواهند کرد.
در مراسم اختتامیه، دو قهرمان المپیک، لورا لیندمان و مکس رندشمیت، به طور مشترک پرچم آلمان را به ورزشگاه استاد دو فرانس بردند.

## مدال‌آوران
| مدال | نام | ورزش              | ماده                         | تاریخ    |
| ---- | --- | ----------------- | ---------------------------- | -------- |
| طلا  | لوکاس مرتنس | شنا               | ۴۰۰ متر آزاد مردان           | ۲۷ ژوئیه |
| طلا  | میشائیل یون | سوارکاری          | انفرادی                      | ۲۹ ژوئیه |
| طلا  | اولیویر تسایدلر | روئینگ            | انفرادی مردان                | ۳ اوت    |
| طلا  | جسیکا فون بردو-ورندل ایزابل ورت فردریک واندرس | سوارکاری          | تیمی                         | ۳ اوت    |
| طلا  | جسیکا فون بردو-ورندل | سوارکاری          | انفرادی                      | ۴ اوت    |
| طلا  | تیم هلویگ لیزا ترچ لاسه لورس لورا لیندمان | سه‌گانه            | سه‌گانهٔ امدادی مختلط          | ۵ اوت    |
| طلا  | تیم ملی بسکتبال ۳ نفره زنان آلمان - سونیا برونکهورست - سونیا گرایناخر - الیسا مفیوس - ماریه رایشرت | بسکتبال           | مسابقات ۳×۳ زنان             | ۵ اوت    |
| طلا  | کریستیان کوکوک | سوارکاری          | پرش انفرادی                  | ۶ اوت    |
| طلا  | مکس لمکه تام لیبشر مکس رندشمیت یاکوب شوپف | قایقرانی          | ۵۰۰ متر ۴ نفرهٔ مردان         | ۸ اوت    |
| طلا  | مکس لمکه یاکوب شوپف | قایقرانی          | ۵۰۰ متر ۲ نفرهٔ مردان         | ۹ اوت    |
| طلا  | داریا وارفولومیف | ژیمناستیک         | انفرادی ریتمیک زنان همه‌جانبه | ۹ اوت    |
| طلا  | یمیس اوگونلیه | دو و میدانی       | پرتاب تیراندازی زنان         | ۹ اوت    |
| نقره | میریام بوتکرایت | جودو              | ۷۰ کیلوگرم زنان              | ۳۱ ژوئیه |
| نقره | النا لیلیک | قایقرانی          | اسلالوم زنان سی-۱            | ۳۱ ژوئیه |
| نقره | فلوریان اونرو میشل کراپن | تیراندازی با کمان | تیمی مختلط                   | ۲ اوت    |
| نقره | لئو نویگباوئر | دو و میدانی       | ده‌گانهٔ مردان                 | ۳ اوت    |
| نقره | ایزابل ورت | سوارکاری          | درساژ انفرادی                | ۴ اوت    |
| نقره | سارا بروسلر یوله هاکه پائولین یاگش پوئولینا پاشک | قایقرانی          | کی-۴ ۵۰۰ متر زنان            | ۸ اوت    |
| نقره | تیم ملی هاکی روی چمن مردان آلمان - ژان دنبرگ - ماتس گرامبوش - تام گرامبوش - یوهانس گروسه - مالته هلویگ - تئو هینریشس - پاول-فیلیپ کافمن - موریتس لودویگ - مارکو میلتکاو - هانس مولر - ماتیاس مولر - گونسالو پئیات - تیس پرینتس - کریستوفر رور - یوستوس وایگاند - نیکلاس ولن - لوکاس ویندفدر - مارتین تسویکر          | هاکی روی چمن      | مسابقهٔ مردان                 | ۸ اوت    |
| نقره | مالایکا میهامبو | دو و میدانی       | پرش طول زنان                 | ۸ اوت    |
| نقره | الیور کلمت | شنا               | ماراتن ۱۰ کیلومتر مردان      | ۹ اوت    |
| نقره | استر هنزلایت | گلف               | انفرادی زنان                 | ۱۰ اوت   |
| نقره | نیلز ایلرس کلمنس ویکلر | والیبال           | ساحلی مردان                  | ۱۰ اوت   |
| نقره | لیا فردریش | دوچرخه‌سواری       | سرعت زنان                    | ۱۱ اوت   |
| نقره | تیم ملی هندبال آلمان - رونه دانکه - یوستوس فیشر - یوهانس گولا - مارکو گرگیچ - کای هفنر - سباستین هیمن - تیم هورنکه - یوری کنور - یانیک کولباخر - لوکاس مرتنس - دیوید اشپیت - کریستوف اشتاینرت - رنارس اوشچینس - لوکا ویتسکه - آندریاس ولف                                                                            | هندبال            | مسابقهٔ مردان                 | ۱۱ اوت   |
| برنز | مارن فولتس تابیا شندکل لیونی منتسل پیا گرایتن | روئینگ            | اسکاج چهارگانهٔ زنان          | ۳۱ ژوئیه |
| برنز | ایزابل گوزه | شنا               | ۱۵۰۰ متر آزاد زنان           | ۳۱ ژوئیه |
| برنز | نوا هگه | قایقرانی          | کراس کایاک اسلالوم مردان     | ۵ اوت    |
| برنز | پولینه گرابوش اما هینتسه لیا فردریش | دوچرخه‌سواری       | سرعت تیمی زنان               | ۵ اوت    |
| برنز | نلوی تیافاک | بوکس              | ۹۲+ کیلوگرم مردان            | ۷ اوت    |
| برنز | یوله هاکه پوئولینا پاشک | قایقرانی          | کی-۲ زنان ۵۰۰ متر            | ۹ اوت    |
| برنز | تیم ملی فوتبال زنان آلمان - نیکول آنیومی - آن کاترین برگر - جول برند - کلارا بول - سارا دورسون - ویوین اندرمان - لورا فریگانگ - مرل فرومز - جولیا گوین - مارینا هگرینگ - کاترین هندریش - سارای لیندر - سیدنی لومان - جانینا مینگه - سیوکه نوشکن - الکساندرا پاپ - فلیسیتاس راچ - لیا شولر - بیبیان شولتز - الیزا زنس | فوتبال            | مسابقات زنان                 | ۹ اوت    |
| برنز | الکساندرا بورکهارت ربکا هازه سوفیا یونک[a] جینا لوکنکمپر لیسا مایر | دو و میدانی       | ۴ × ۱۰۰ متر امدادی زنان      | ۹ اوت    |

| ورزش         | 1  | 2  | 3 | مجموع |
| تیراندازی    | ۰  | ۱  | ۰ | ۱     |
| دو و میدانی  | ۱  | ۲  | ۱ | ۴     |
| بسکتبال      | ۱  | ۰  | ۰ | ۱     |
| بوکس         | ۰  | ۰  | ۱ | ۱     |
| قایقرانی     | ۲  | ۲  | ۲ | ۶     |
| دوچرخه‌سواری  | ۰  | ۱  | ۱ | ۲     |
| سوارکاری     | ۴  | ۱  | ۰ | ۵     |
| هاکی روی چمن | ۰  | ۱  | ۰ | ۱     |
| فوتبال       | ۰  | ۰  | ۱ | ۱     |
| گلف          | ۰  | ۱  | ۰ | ۱     |
| ژیمناستیک    | ۱  | ۰  | ۰ | ۱     |
| هندبال       | ۰  | ۱  | ۰ | ۱     |
| جودو         | ۰  | ۱  | ۰ | ۱     |
| روئینگ       | ۱  | ۰  | ۱ | ۲     |
| شنا          | ۱  | ۱  | ۱ | ۳     |
| سه‌گانه       | ۱  | ۰  | ۰ | ۱     |
| والیبال      | ۰  | ۱  | ۰ | ۱     |
| مجموع        | ۱۲ | ۱۳ | ۸ | ۳۳    |

| مدال‌ها بر پایهٔ جنسیت | مدال‌ها بر پایهٔ جنسیت | مدال‌ها بر پایهٔ جنسیت | مدال‌ها بر پایهٔ جنسیت | مدال‌ها بر پایهٔ جنسیت | مدال‌ها بر پایهٔ جنسیت |
| -------------------- | -------------------- | -------------------- | -------------------- | -------------------- | -------------------- |
| جنسیت                | 1                    | 2                    | 3                    | مجموع                |                      |
| مرد                  | ۶                    | ۵                    | ۲                    | ۱۳                   |                      |
| زن                   | ۴                    | ۷                    | ۶                    | ۱۷                   |                      |
| مختلط                | ۲                    | ۱                    | ۰                    | ۳                    |                      |
| مجموع                | ۱۲                   | ۱۳                   | ۸                    | ۳۳                   |                      |

| مدال‌ها بر پایهٔ تاریخ | مدال‌ها بر پایهٔ تاریخ | مدال‌ها بر پایهٔ تاریخ | مدال‌ها بر پایهٔ تاریخ | مدال‌ها بر پایهٔ تاریخ | مدال‌ها بر پایهٔ تاریخ |
| -------------------- | -------------------- | -------------------- | -------------------- | -------------------- | -------------------- |
| تاریخ                | 1                    | 2                    | 3                    | مجموع                |                      |

| تاریخ    | طلا | نقره | برنز | مجموع |
| -------- | --- | ---- | ---- | ----- |
| ۲۷ ژوئیه | ۱   | ۰    | ۰    | ۱     |
| ۲۸ ژوئیه | ۰   | ۰    | ۰    | ۰     |
| ۲۹ ژوئیه | ۱   | ۰    | ۰    | ۱     |
| ۳۰ ژوئیه | ۰   | ۰    | ۰    | ۰     |
| ۳۱ ژوئیه | ۰   | ۲    | ۲    | ۴     |
| ۱ اوت    | ۰   | ۰    | ۰    | ۰     |
| ۲ اوت    | ۰   | ۱    | ۰    | ۱     |
| ۳ اوت    | ۲   | ۱    | ۰    | ۳     |
| ۴ اوت    | ۱   | ۱    | ۰    | ۲     |
| ۵ اوت    | ۲   | ۰    | ۲    | ۴     |
| ۶ اوت    | ۱   | ۰    | ۰    | ۱     |
| ۷ اوت    | ۰   | ۰    | ۱    | ۱     |
| ۸ اوت    | ۱   | ۳    | ۰    | ۴     |
| ۹ اوت    | ۳   | ۱    | ۳    | ۷     |
| ۱۰ اوت   | ۰   | ۲    | ۰    | ۲     |
| ۱۱ اوت   | ۰   | ۲    | ۰    | ۲     |
| مجموع    | ۱۲  | ۱۳   | ۸    | ۳۳    |

| مدال‌آوران متعدد      | مدال‌آوران متعدد | مدال‌آوران متعدد | مدال‌آوران متعدد | مدال‌آوران متعدد | مدال‌آوران متعدد | مدال‌آوران متعدد |
| -------------------- | --------------- | --------------- | --------------- | --------------- | --------------- | --------------- |
| نام                  | ورزش            | 1               | 2               | 3               | مجموع           |                 |
| مکس لمکه             | قایقرانی        | ۲               | ۰               | ۰               | ۲               |                 |
| یاکوب شوپف           | قایقرانی        | ۲               | ۰               | ۰               | ۲               |                 |
| جسیکا فون بردو-ورندل | سوارکاری        | ۲               | ۰               | ۰               | ۲               |                 |
| ایزابل ورت           | سوارکاری        | ۱               | ۱               | ۰               | ۲               |                 |
| لیا فردریش           | دوچرخه‌سواری     | ۰               | ۱               | ۱               | ۲               |                 |
| یوله هاکه            | قایقرانی        | ۰               | ۱               | ۱               | ۲               |                 |
| پوئولینا پاشک        | قایقرانی        | ۰               | ۱               | ۱               | ۲               |                 |

a ورزشکارانی که فقط در مسابقات مقدماتی شرکت کردند.

## رقابت‌ها
در زیر، فهرست شرکت‌کنندگان در بازی‌ها آمده است.
| ورزش              | مرد | زن  | مجموع |
| ----------------- | --- | --- | ----- |
| تیراندازی با کمان | ۱   | ۳   | ۴     |
| دو و میدانی       | ۴۲  | ۳۷  | ۷۹    |
| بدمینتون          | ۳   | ۱   | ۴     |
| بسکتبال           | ۱۲  | ۱۶  | ۲۸    |
| بوکس              | ۱   | ۱   | ۲     |
| قایقرانی          | ۱۲  | ۱۲  | ۲۴    |
| دوچرخه‌سواری       | ۱۲  | ۱۳  | ۲۵    |
| شیرجه             | ۴   | ۵   | ۹     |
| سوارکاری          | ۶   | ۳   | ۹     |
| شمشیربازی         | ۱   | ۱   | ۲     |
| هاکی روی چمن      | ۱۶  | ۱۶  | ۳۲    |
| فوتبال            | ۰   | ۱۸  | ۱۸    |
| گلف               | ۲   | ۲   | ۴     |
| ژیمناستیک         | ۶   | ۱۰  | ۱۶    |
| هندبال            | ۱۴  | ۱۴  | ۲۸    |
| جودو              | ۴   | ۶   | ۱۰    |
| پنج‌گانهٔ مدرن      | ۲   | ۲   | ۴     |
| روئینگ            | ۱۸  | ۵   | ۲۳    |
| قایقرانی بادبانی  | ۷   | ۷   | ۱۴    |
| تیراندازی         | ۵   | ۸   | ۱۳    |
| اسکیت‌بردینگ       | ۱   | ۱   | ۲     |
| سنگ‌نوردی          | ۲   | ۱   | ۳     |
| موج‌سواری          | ۱   | ۱   | ۲     |
| شنا               | ۱۵  | ۱۰  | ۲۵    |
| تنیس روی میز      | ۳   | ۳   | ۶     |
| تکواندو           | ۰   | ۱   | ۱     |
| تنیس              | ۶   | ۴   | ۱۰    |
| سه‌گانه            | ۳   | ۳   | ۶     |
| والیبال           | ۱۴  | ۴   | ۱۸    |
| کشتی              | ۳   | ۴   | ۷     |
| مجموع             | ۲۱۶ | ۲۱۲ | ۴۲۸   |

## تیراندازی با کمان
آلمان چهار کماندار را به بازی‌ها فرستاد. اولین کماندار آلمانی با پیروزی در رقابت‌های انفرادی کمانداران ریکرو مردان در بازی‌های اروپا ۲۰۲۳ در کراکوف به بازی‌ها راه یافت. همچنین تیم کامل زنان آلمان با پیروزی در مسابقات جهانی ۲۰۲۳ در برلین به بازی‌ها راه یافت.
| ورزشکار                               | رویداد        | مرحله مقدماتی | مرحله مقدماتی | مرحلهٔ ۶۴                   | مرحلهٔ ۳۲                   | مرحلهٔ ۱۶                   | مرحلهٔ یک‌چهارم نهایی    | مرحلهٔ نیمه‌نهایی                 | فینال / BM             | فینال / BM |
| ورزشکار                               | رویداد        | امتیاز        | رتبه          | رقیب امتیاز                | رقیب امتیاز                | رقیب امتیاز                | رقیب امتیاز            | رقیب امتیاز                     | رقیب امتیاز            | رتبه       |
| ------------------------------------- | ------------- | ------------- | ------------- | -------------------------- | -------------------------- | -------------------------- | ---------------------- | ------------------------------- | ---------------------- | ---------- |
| فلوریان اونرو                         | انفرادی مردان | ۶۸۱           | ۳             | طالبا (EGY) · برنده ۶–۰    | ناکانی‌شی (JPN) · برنده ۶–۴ | هال (GBR) · برنده ۷–۳      | آدیس (FRA) · برنده ۶–۵ | الیسون (USA) · بازنده ۳–۷       | لی (KOR) · بازنده ۰–۶  | ۴          |
| کاترینا باور                          | انفرادی زنان  | ۶۵۶           | ۲۷            | جی‌نورگا (USA) · بازنده ۰–۶ | صعود نکرد                  | صعود نکرد                  | صعود نکرد              | صعود نکرد                       | صعود نکرد              | صعود نکرد  |
| میشل کراپن                            | انفرادی زنان  | ۶۷۰           | ۷             | سسارینی (SMR) · برنده ۷–۳  | رمضانوا (AZE) · برنده ۶–۲  | کوماری (IND) · بازنده ۴–۶  | صعود نکرد              | صعود نکرد                       | صعود نکرد              | صعود نکرد  |
| شارلین شوارتز                         | انفرادی زنان  | ۶۳۹           | ۴۵            | واسکس (MEX) · برنده ۶–۴    | جون (KOR) · بازنده ۷–۱     | صعود نکرد                  | صعود نکرد              | صعود نکرد                       | صعود نکرد              | صعود نکرد  |
| کاترینا باور میشل کراپن شارلین شوارتز | تیمی زنان     | ۱۹۶۵          | ۶             | —                          | —                          | بریتانیای کبیر · برنده ۶–۰ | مکزیک · بازنده ۱–۵     | صعود نکرد                       | صعود نکرد              | صعود نکرد  |
| فلوریان اونرو میشل کراپن              | تیمی مختلط    | ۱۳۵۱          | ۲             | —                          | —                          | کلمبیا · برنده ۵–۴         | مکزیک · برنده ۵–۱      | ایالات متحده آمریکا · برنده ۵–۳ | کره جنوبی · بازنده ۰–۶ | 2          |

## دو و میدانی
ورزشکاران دو و میدانی آلمان در رشته‌های زیر به استانداردهای ورودی برای بازی‌های المپیک پاریس ۲۰۲۴ دست یافتند، یا از طریق کسب امتیاز لازم (یا زمان برای مسابقات دو) یا از طریق رتبه‌بندی جهانی (حداکثر ۳ ورزشکار در هر رشته):
کلید
- Note – رتبه‌ها برای رویدادهای دو فقط در محدودهٔ گروه ورزشکاران در همان مرحله در نظر گرفته شده‌اند
- Q = راه‌یافته به مرحلهٔ بعدی
- q = راه‌یافته به مرحلهٔ بعدی به‌عنوان سریع‌ترین بازنده یا، در رویدادهای میدانی، با رتبه‌بندی بدون دستیابی به هدف تعیین‌شده
- R = راه‌یافته به مرحلهٔ شانس مجدد
- NR = رکورد ملی
- N/A = مرحله‌ای برای این رویداد در نظر گرفته نشده
- Bye = ورزشکار نیازی به شرکت در این مرحله ندارد

مواد دو و جاده
مردان
| ورزشکار                                            | ماده                | مرحلهٔ گروهی | مرحلهٔ گروهی | شانس مجدد | شانس مجدد | نیمه‌نهایی | نیمه‌نهایی | فینال      | فینال     |
| ورزشکار                                            | ماده                | نتیجه       | رتبه        | نتیجه     | رتبه      | نتیجه     | رتبه      | نتیجه      | رتبه      |
| -------------------------------------------------- | ------------------- | ----------- | ----------- | --------- | --------- | --------- | --------- | ---------- | --------- |
| اوون آنزا                                          | ۱۰۰ متر             | ۱۰٫۲۲       | ۵           | —         | —         | صعود نکرد | صعود نکرد | صعود نکرد  | صعود نکرد |
| یوشوا هارتمن                                       | ۱۰۰ متر             | ۱۰٫۱۶       | ۳ Q         | —         | —         | ۱۰٫۱۶     | ۷         | صعود نکرد  | صعود نکرد |
| یوشوا هارتمن                                       | ۲۰۰ متر             | ۲۰٫۳۰       | ۳ Q         | —         | —         | ۲۰٫۴۷     | ۵         | صعود نکرد  | صعود نکرد |
| یان پائول بردائو                                   | ۴۰۰ متر             | ۴۵٫۰۷       | ۲۰ R        | ۴۵٫۴۰     | ۶         | صعود نکرد | صعود نکرد | صعود نکرد  | صعود نکرد |
| روبرت فارکن                                        | ۱۵۰۰ متر            | ۳:۳۶٫۶۲     | ۶ Q         | استراحت   | استراحت   | ۳:۳۳٫۳۵   | ۷         | صعود نکرد  | صعود نکرد |
| ماریوس پروبست                                      | ۱۵۰۰ متر            | ۳:۳۵٫۶۵     | ۷ R         | ۳:۳۶٫۵۴   | ۱۸        | صعود نکرد | صعود نکرد | صعود نکرد  | صعود نکرد |
| مانوئل موردی                                       | ۱۱۰ متر بامانع      | ۱۳٫۴۸       | ۴ R         | ۱۳٫۵۵     | ۴         | صعود نکرد | صعود نکرد | صعود نکرد  | صعود نکرد |
| یوشوا ابواکو                                       | ۴۰۰ متر بامانع      | ۴۹٫۰۰       | ۴ R         | ۴۸٫۸۷ SB  | ۲ Q       | ۵۰٫۱۹     | ۸         | صعود نکرد  | صعود نکرد |
| امیل آگیکوم                                        | ۴۰۰ متر بامانع      | ۴۹٫۳۸       | ۴ R         | ۴۸٫۶۷     | ۲ Q       | ۴۸٫۷۸     | ۵         | صعود نکرد  | صعود نکرد |
| کنستانتین پرایس                                    | ۴۰۰ متر بامانع      | ۴۹٫۹۹       | ۸ R         | ۵۱٫۰۲     | ۵         | صعود نکرد | صعود نکرد | صعود نکرد  | صعود نکرد |
| کارل ببیندورف                                      | ۳۰۰۰ متر بامانع     | ۸:۲۰٫۴۶     | ۷           | —         | صعود نکرد | صعود نکرد | صعود نکرد | صعود نکرد  |           |
| فردریک روپرت                                       | ۳۰۰۰ متر بامانع     | ۸:۲۵٫۳۱     | ۶           | —         | صعود نکرد | صعود نکرد | صعود نکرد | صعود نکرد  |           |
| فلتن اشنایدر                                       | ۳۰۰۰ متر بامانع     | ۸:۲۵٫۷۵     | ۱۰          | —         | صعود نکرد | صعود نکرد | صعود نکرد | صعود نکرد  |           |
| اوون آنسا لوکاس آنزا-پپرا کوین کرانتس یانیک وولف   | ۴ × ۱۰۰ متر امدادی  | ۳۸٫۵۳       | ۵           | —         | صعود نکرد | صعود نکرد |           |            |           |
| امیل آگیکوم یان پائول بردائو مارک کوچ مانوئل سندرز | ۴ × ۴۰۰ متر امدادی  | ۳:۰۰٫۲۹ SB  | ۶           | —         | صعود نکرد | صعود نکرد |           |            |           |
| ساموئل فیتوی سیبهاتو                               | ماراتن              | —           | —           | —         | —         | —         | —         | ۲:۰۹٫۵۰    | ۱۵        |
| آمانال پتروس                                       | ماراتن              | —           | —           | —         | —         | —         | —         | DNF        | DNF       |
| ریشارد رینگر                                       | ماراتن              | —           | —           | —         | —         | —         | —         | ۲:۰۹٫۱۸ SB | ۱۲        |
| لئو کپ                                             | پیاده‌روی ۲۰ کیلومتر | —           | —           | —         | —         | —         | —         | ۱:۲۱:۳۶    | ۲۳        |
| کریستوفر لینکه                                     | پیاده‌روی ۲۰ کیلومتر | —           | —           | —         | —         | —         | —         | ۱:۲۰:۳۵    | ۱۹        |

زنان
| ورزشکار                                                         | ماده                | مرحلهٔ گروهی | مرحلهٔ گروهی | شانس مجدد | شانس مجدد  | نیمه‌نهایی  | نیمه‌نهایی | فینال      | فینال     |
| ورزشکار                                                         | ماده                | نتیجه       | رتبه        | نتیجه     | رتبه       | نتیجه      | رتبه      | نتیجه      | رتبه      |
| --------------------------------------------------------------- | ------------------- | ----------- | ----------- | --------- | ---------- | ---------- | --------- | ---------- | --------- |
| ربکا هازه                                                       | ۱۰۰ متر             | ۱۱٫۲۸       | ۳۲          | —         | —          | صعود نکرد  | صعود نکرد | صعود نکرد  | صعود نکرد |
| جینا لوکنکمپر                                                   | ۱۰۰ متر             | ۱۱٫۰۸       | ۱۳ Q        | —         | —          | ۱۱٫۰۹      | ۱۰        | صعود نکرد  | صعود نکرد |
| مایتیه کولبرگ                                                   | ۸۰۰ متر             | ۲:۰۰٫۵۵     | ۳۱ R        | ۱:۵۹٫۰۸   | ۱ Q        | ۱:۵۸٫۵۲ PB | ۱۵        | صعود نکرد  | صعود نکرد |
| نله وسل                                                         | ۱۵۰۰ متر            | ۴:۰۸٫۵۵     | ۱۱ R        | ۴:۰۷٫۲۲   | ۹          | صعود نکرد  | صعود نکرد | صعود نکرد  | صعود نکرد |
| هانا کلاین                                                      | ۵۰۰۰ متر            | ۱۵:۳۱٫۸۵    | ۱۴          | —         | صعود نکرد  | صعود نکرد  |           |            |           |
| کارولینا کرافتسیک                                               | ۴۰۰ متر بامانع      | ۵۸٫۴۹       | ۸ R         | ۵۶٫۰۲     | ۶          | صعود نکرد  | صعود نکرد | صعود نکرد  | صعود نکرد |
| اولیویا گورت                                                    | ۳۰۰۰ متر بامانع     | ۹:۱۶٫۴۷ PB  | ۶           | —         | صعود نکرد  | صعود نکرد  |           |            |           |
| گزا کراز                                                        | ۳۰۰۰ متر بامانع     | ۹:۱۰٫۶۸ SB  | ۳ Q         | —         | ۹:۲۶٫۹۶    | ۱۴         |           |            |           |
| لیا مایر                                                        | ۳۰۰۰ متر بامانع     | ۹:۱۴٫۸۵ PB  | ۳ Q         | —         | ۹:۰۹٫۵۹ PB | ۱۰         |           |            |           |
| الکساندرا بورکهارت ربکا هازه سوفیا یونک جینا لوکنکمپر لیسا مایر | ۴ × ۱۰۰ متر امدادی  | ۴۲٫۱۵ SB    | ۲ Q         | —         | ۴۱٫۹۷ SB   | 3          |           |            |           |
| آیلین دمس مونا مایر اسکادی شیئر آلیسا اشمیت                     | ۴ × ۴۰۰ متر امدادی  | ۳:۲۶٫۹۵     | ۷           | —         | صعود نکرد  | صعود نکرد  |           |            |           |
| لاورا هوتنروت                                                   | ماراتن              | —           | —           | —         | —          | —          | —         | ۲:۳۱:۱۹ SB | ۳۸        |
| ملات یساک کیتا                                                  | ماراتن              | —           | —           | —         | —          | —          | —         | DNF        | DNF       |
| دومینیکا مایر                                                   | ماراتن              | —           | —           | —         | —          | —          | —         | ۲:۳۰:۱۴    | ۲۹        |
| زاسکیا فایگه                                                    | پیاده‌روی ۲۰ کیلومتر | —           | —           | —         | —          | —          | —         | ۱:۳۳:۲۳ SB | ۲۸        |

مختلط
| ورزشکار                                              | ماده                    | مقدماتی | مقدماتی | فینال     | فینال     |
| ورزشکار                                              | ماده                    | زمان    | رتبه    | زمان      | رتبه      |
| ---------------------------------------------------- | ----------------------- | ------- | ------- | --------- | --------- |
| یان پائول بردائو آلیسا اشمیت مانوئل زاندرس آیلین دمس | ۴ × ۴۰۰ متر امدادی      | ۳:۱۵٫۶۳ | ۱۵      | صعود نکرد | صعود نکرد |
| زاسکیا فایگه کریستوفر لینکه                          | پیاده‌روی ماراتون امدادی | —       | ۲:۵۶:۱۴ | ۱۰        |           |

مواد میدانی
مردان
| ورزشکار             | ماده        | مرحلهٔ مقدماتی | مرحلهٔ مقدماتی | فینال     | فینال     |
| ورزشکار             | ماده        | مسافت         | رتبه          | مسافت     | رتبه      |
| ------------------- | ----------- | ------------- | ------------- | --------- | --------- |
| توبیاس پوتیه        | پرش ارتفاع  | NM            | —             | صعود نکرد | صعود نکرد |
| بو کاندا لیتا بائره | پرش با نیزه | ۵٫۷۵          | ۱۰ q          | ۵٫۷۰      | ۹         |
| توربن بلش           | پرش با نیزه | ۵٫۴۰          | ۲۳            | صعود نکرد | صعود نکرد |
| اولگ تسرنیکل        | پرش با نیزه | ۵٫۷۵          | ۱ q           | ۵٫۷۰      | ۹         |
| زیمون باتس          | پرش طول     | ۷٫۹۰          | ۱۲ q          | ۸٫۰۷      | ۶         |
| ماکس هس             | پرش سه‌گام   | ۱۶٫۹۸         | ۷ q           | ۱۷٫۳۸ SB  | ۷         |
| هنریک یانسن         | پرتاب دیسک  | NM            | —             | صعود نکرد | صعود نکرد |
| کلمنس پروفر         | پرتاب دیسک  | ۶۶٫۳۶         | ۴ Q           | ۶۷٫۴۱     | ۶         |
| میکا زوسنا          | پرتاب دیسک  | ۶۱٫۸۱         | ۲۱            | صعود نکرد | صعود نکرد |
| ماکس دهنینگ         | پرتاب نیزه  | ۷۹٫۲۴         | ۲۲            | صعود نکرد | صعود نکرد |
| یولیان وبر          | پرتاب نیزه  | ۸۷٫۷۶         | ۳ Q           | ۸۷٫۴۰     | ۶         |
| مرلین هومل          | پرتاب چکش   | ۷۵٫۲۵         | ۱۲ q          | ۷۶٫۰۳     | ۱۰        |
| زورن کلوزه          | پرتاب چکش   | ۷۱٫۲۰         | ۲۸            | صعود نکرد | صعود نکرد |

زنان
| ورزشکار          | ماده        | مرحلهٔ مقدماتی | مرحلهٔ مقدماتی | فینال     | فینال     |
| ورزشکار          | ماده        | مسافت         | رتبه          | مسافت     | رتبه      |
| ---------------- | ----------- | ------------- | ------------- | --------- | --------- |
| کریستینا هونزل   | پرش ارتفاع  | ۱٫۹۵ =SB      | ۶ q           | ۱٫۹۵ =SB  | ۶         |
| ایمکه اونن       | پرش ارتفاع  | ۱٫۹۲          | ۱۴            | صعود نکرد | صعود نکرد |
| آنیولی کنشه      | پرش با نیزه | ۴٫۴۰          | ۱۲ q          | ۴٫۴۰      | ۱۴        |
| میکائله آسانی    | پرش طول     | ۶٫۲۴          | ۲۸            | صعود نکرد | صعود نکرد |
| مالایکا میهامبو  | پرش طول     | ۶٫۸۶          | ۳ Q           | ۶٫۹۸      | 2         |
| لورا راکل مولر   | پرش طول     | ۶٫۴۰          | ۲۰            | صعود نکرد | صعود نکرد |
| آلینا کنتسل      | پرتاب وزنه  | ۱۸٫۱۶         | ۱۱ q          | ۱۸٫۲۹     | ۹         |
| کاتارینا مایش    | پرتاب وزنه  | ۱۷٫۸۶         | ۱۶            | صعود نکرد | صعود نکرد |
| یمیس اوگونلیه    | پرتاب وزنه  | ۱۹٫۲۴         | ۳ Q           | ۲۰٫۰۰     | 1         |
| کریستین پودنتس   | پرتاب دیسک  | ۶۳٫۴۵         | ۸ q           | ۶۰٫۳۸     | ۱۰        |
| ماریکه اشتایناکر | پرتاب دیسک  | ۶۲٫۶۳         | ۱۲ q          | ۶۵٫۳۷     | ۴         |
| کلاودینه ویتا    | پرتاب دیسک  | ۶۲٫۷۰         | ۱۱ q          | ۶۳٫۶۲     | ۶         |
| کریستین هوسون    | پرتاب نیزه  | ۵۹٫۹۹         | ۱۸            | صعود نکرد | صعود نکرد |

مواد ترکیبی – ده‌گانهٔ مردان
| ورزشکار        | رویداد | ۱۰۰ متر   | پ.ط.    | پ.و.  | پ.ا.    | ۴۰۰ متر  | ۱۱۰ متر بامانع | پ.د.     | پ.ن. | پ.ن.      | ۱۵۰۰ متر | فینال | رتبه |
| -------------- | ------ | --------- | ------- | ----- | ------- | -------- | -------------- | -------- | ---- | --------- | -------- | ----- | ---- |
| تیل اشتاینفورت | نتیجه  | ۱۰٫۵۲     | ۷٫۶۱    | ۱۳٫۹۶ | ۱٫۹۶    | ۴۷٫۹۶    | ۱۴٫۳۷          | ۴۲٫۵۹ SB | ۴٫۷۰ | ۵۹٫۱۴     | ۴:۴۵٫۴۳  | ۸۱۷۰  | ۱۵   |
| تیل اشتاینفورت | امتیاز | ۹۷۰       | ۹۶۲     | ۷۲۶   | ۷۶۷     | ۹۱۱      | ۹۲۷            | ۷۱۷      | ۸۱۹  | ۷۰۷       | ۶۴۶      | ۸۱۷۰  | ۱۵   |
| نیکلاس کاول    | نتیجه  | ۱۱٫۳۴ =SB | ۷٫۰۹    | ۱۴٫۲۴ | ۲٫۰۲ SB | ۴۹٫۱۳    | ۱۴٫۵۳          | ۴۶٫۲۸    | ۴٫۸۰ | ۷۷٫۷۸ ODB | ۴:۱۵٫۰۰  | ۸۴۴۵  | ۸    |
| نیکلاس کاول    | امتیاز | ۷۸۶       | ۸۳۵     | ۷۴۳   | ۸۲۲     | ۸۵۵      | ۹۰۷            | ۷۹۳      | ۸۴۹  | ۱۰۰۹      | ۸۴۶      | ۸۴۴۵  | ۸    |
| لئو نویگباوئر  | نتیجه  | ۱۰٫۶۷     | ۷٫۹۸ SB | ۱۶٫۵۵ | ۲٫۰۵    | ۴۷٫۷۰ SB | ۱۴٫۵۱          | ۵۳٫۳۳    | ۵٫۰۰ | ۵۶٫۶۴     | ۴:۴۴٫۶۷  | ۸۷۴۸  | 2    |
| لئو نویگباوئر  | امتیاز | ۹۳۵       | ۱۰۵۶    | ۸۸۵   | ۸۵۰     | ۹۲۴      | ۹۱۰            | ۹۴۰      | ۹۱۰  | ۶۸۷       | ۶۵۱      | ۸۷۴۸  | 2    |

مواد ترکیبی – ده‌گانهٔ زنان
| ورزشکار        | رویداد | ۱۰۰ متر بامانع | پ.ا. | پ.و.  | ۲۰۰ متر  | پ.ط. | پ.ن.  | ۸۰۰ متر    | فینال   | رتبه |
| -------------- | ------ | -------------- | ---- | ----- | -------- | ---- | ----- | ---------- | ------- | ---- |
| کارولین شفر    | نتیجه  | ۱۳٫۴۲          | ۱٫۷۱ | ۱۴٫۰۲ | ۲۳٫۸۵ SB | ۵٫۵۲ | ۴۶٫۴۵ | ۲:۱۶٫۷۸ SB | ۶۰۸۴ SB | ۱۷   |
| کارولین شفر    | امتیاز | ۱۰۶۲           | ۸۶۷  | ۷۹۵   | ۹۹۵      | ۷۰۶  | ۷۹۱   | ۸۶۸        | ۶۰۸۴ SB | ۱۷   |
| سوفیه وایسنبرگ | نتیجه  | DNS            | —    | —     | —        | —    | —     | —          | DNS     | DNS  |
| سوفیه وایسنبرگ | امتیاز | ۰              | —    | —     | —        | —    | —     | —          | DNS     | DNS  |

## بدمینتون
آلمان چهار بازیکن بدمینتون را بر اساس رده‌بندی فدراسیون جهانی بدمینتون به مسابقات المپیک فرستاد.
از طریق رتبه‌بندی، یوونه لی در دستهٔ زنان و فابیان روت در دستهٔ مردان توانستند به کسب سهمیه‌ها دست یابند. علاوه بر این، تیم مردان در دستهٔ دونفره، متشکل از مارک لامسفوس و ماروین سیدل، برای بازی‌های پاریس واجد شرایط شد. تیم‌های دونفهرٔ زنان و مختلط از کسب سهمیه بازماندند. در دونفرهٔ زنان، بهترین تیم آلمان با لیندا افلر و ایزابل لوهاو در رتبهٔ ۳۸ قرار داشت، و بهترین تیم مختلط مارک لامسفوس و ایزابل لوهاو تا پایان دورهٔ انتخابی در رتبهٔ ۳۲ قرار داشتند. بنابراین، هر دو تیم از کسب سهمیه برای ۱۶ تیم برتر بازماندند.
| ورزشکار                  | ماده          | مرحلهٔ گروهی                                     | مرحلهٔ گروهی                                | مرحلهٔ گروهی                  | مرحلهٔ گروهی | دور ۱۶      | مرحله یک‌چهارم نهایی | نیمه‌نهایی   | فینال / م.ب. | فینال / م.ب. |
| ورزشکار                  | ماده          | حریف امتیاز                                     | حریف امتیاز                                | حریف امتیاز                  | رده         | حریف امتیاز | حریف امتیاز         | حریف امتیاز | حریف امتیاز  | رده          |
| ------------------------ | ------------- | ----------------------------------------------- | ------------------------------------------ | ---------------------------- | ----------- | ----------- | ------------------- | ----------- | ------------ | ------------ |
| فابیان روت               | تک‌نفره مردان  | پرانوی (IND) · باخت (۱۸–۲۱، ۱۲–۲۱)              | لی (VIE) · باخت (۱۰–۲۱، ۱۰–۲۱)             | —                            | ۳           | صعود نکرد   | صعود نکرد           | صعود نکرد   | صعود نکرد    | صعود نکرد    |
| مارک لامسفوس ماروین سیدل | دو نفره مردان | الفیان / · آردیانتو (INA) · باخت (۱۳–۲۱، ۱۷–۲۱) | رانکیردی / · شتی (IND) · باخت              | لابار / · کورفی (FRA) · باخت | ۳           | —           | صعود نکرد           | صعود نکرد   | صعود نکرد    | صعود نکرد    |
| یوونه لی                 | تک‌نفره زنان   | چن (CHN) · باخت (۱۴–۲۱، ۲۱–۱۷، ۹–۲۱)            | بلیکفلت (DEN) · باخت (۱۴–۲۱، ۲۱–۱۴، ۱۲–۲۱) | —                            | ۳           | صعود نکرد   | صعود نکرد           | صعود نکرد   | صعود نکرد    | صعود نکرد    |

## بسکتبال

### بسکتبال ۵ نفره
| تیم       | رویداد        | مرحلهٔ گروهی       | مرحلهٔ گروهی       | مرحلهٔ گروهی                      | مرحلهٔ گروهی | یک چهارم نهایی      | نیمه نهایی          | رده‌بندی              | رده‌بندی   |
| تیم       | رویداد        | نتیجه             | نتیجه             | نتیجه                            | رتبه        | نتیجه               | نتیجه               | نتیجه                | رتبه      |
| --------- | ------------- | ----------------- | ----------------- | -------------------------------- | ----------- | ------------------- | ------------------- | -------------------- | --------- |
| تیم مردان | مسابقات مردان | ژاپن · برد ۹۷–۷۷  | برزیل · برد ۸۶–۷۳ | فرانسه · برد ۸۵–۷۱               | 1 Q         | یونان · برد ۷۶–۶۳   | فرانسه · باخت ۶۹–۷۳ | صربستان · باخت ۸۳–۹۳ | ۴         |
| تیم زنان  | مسابقات زنان  | بلژیک · برد ۸۳–۶۹ | ژاپن · برد ۷۵–۶۴  | ایالات متحده آمریکا · باخت ۶۸–۸۷ | 2 Q         | فرانسه · باخت ۷۱–۸۴ | صعود نکرد           | صعود نکرد            | صعود نکرد |

### بسکتبال ۳ نفره
| تیم      | رویداد       | مرحلهٔ گروهی                     | مرحلهٔ گروهی           | مرحلهٔ گروهی        | مرحلهٔ گروهی          | مرحلهٔ گروهی     | مرحلهٔ گروهی        | مرحلهٔ گروهی         | مرحلهٔ گروهی | حذفی    | نیمه‌نهایی          | فینال               | فینال |
| تیم      | رویداد       | نتیجه                           | نتیجه                 | نتیجه              | نتیجه                | نتیجه           | نتیجه              | نتیجه               | رتبه        | نتیجه   | نتیجه              | نتیجه               | رتبه  |
| -------- | ------------ | ------------------------------- | --------------------- | ------------------ | -------------------- | --------------- | ------------------ | ------------------- | ----------- | ------- | ------------------ | ------------------- | ----- |
| تیم زنان | مسابقات زنان | ایالات متحده آمریکا · برد ۱۷–۱۳ | استرالیا · باخت ۱۹–۲۱ | کانادا · برد ۱۹–۱۵ | آذربایجان · برد ۱۲–۸ | چین · برد ۱۸–۱۵ | فرانسه · برد ۱۴–۱۳ | اسپانیا · برد ۱۸–۱۵ | 1 SF        | استراحت | کانادا · برد ۱۶–۱۵ | اسپانیا · برد ۱۷–۱۶ | 1     |

## بوکس
آلمان دو بوکسور را برای مسابقات المپیک معرفی کرد. نلوی تیافاک (وزن فوق سنگین مردان) و ماکسی کلوتزر (وزن مگس‌وزن زنان) با پیروزی در اولین مسابقات مقدماتی جهانی بوکس المپیک ۲۰۲۴ در بوستو آرسیتسیو، ایتالیا، به پاریس راه یافتند.
| ورزشکار        | رویداد              | دور ۳۲ نفره               | دور ۱۶ نفره                  | یک‌چهارم نهایی           | نیمه‌نهایی               | فینال      | فینال     |
| ورزشکار        | رویداد              | حریف نتیجه                | حریف نتیجه                   | حریف نتیجه              | حریف نتیجه              | حریف نتیجه | رتبه      |
| -------------- | ------------------- | ------------------------- | ---------------------------- | ----------------------- | ----------------------- | ---------- | --------- |
| ماگومد شاخیدوف | ولتروزن مردان       | موکسانگا (MOZ) · شکست ۱–۴ | صعود نکرد                    | صعود نکرد               | صعود نکرد               | صعود نکرد  | صعود نکرد |
| نلوی تیافاک    | وزن فوق سنگین مردان | —                         | عبداللایف (AZE) · پیروزی ۵–۰ | لنزی (ITA) · پیروزی ۵–۰ | جلالوف (UZB) · شکست ۰–۵ | صعود نکرد  | 3         |
| ماکسی کلوتزر   | مگس‌وزن زنان         | زارین (IND) · شکست ۰–۵    | صعود نکرد                    | صعود نکرد               | صعود نکرد               | صعود نکرد  | صعود نکرد |

## قایقرانی

### اسلالوم
آلمان چهار قایقران را در مسابقات اسلالوم، از طریق مسابقات جهانی اسلالوم قایقرانی فدراسیون بین‌المللی قایقرانی ۲۰۲۳ در لندن، بریتانیا راهی مسابقات المپیک کرد.
| ورزشکار         | رویداد     | مقدماتی | مقدماتی | مقدماتی | مقدماتی | مقدماتی | مقدماتی | نیمه‌نهایی | نیمه‌نهایی | فینال  | فینال |
| ورزشکار         | رویداد     | دور ۱   | رتبه    | دور ۲   | رتبه    | بهترین  | رتبه    | زمان      | رتبه      | زمان   | رتبه  |
| --------------- | ---------- | ------- | ------- | ------- | ------- | ------- | ------- | --------- | --------- | ------ | ----- |
| سیدریس تاسیادیس | سی-۱ مردان | ۹۲٫۴۴   | ۶       | ۹۲٫۴۳   | ۷       | ۹۲٫۴۳   | ۷ ص     | ۹۶٫۷۴     | ۳ ص       | ۹۷٫۲۷  | ۴     |
| نوا هگه         | کی-۱ مردان | ۸۷٫۶۷   | ۸       | ۸۷٫۱۵   | ۶       | ۸۷٫۱۵   | ۱۰ ص    | ۹۱٫۲۴     | ۲ ص       | ۸۹٫۷۳  | ۷     |
| النا لیلیک      | سی-۱ زنان  | ۱۰۷٫۹۵  | ۷       | ۱۰۳٫۲۹  | ۲       | ۱۰۳٫۲۹  | ۵ ص     | ۱۱۳٫۵۹    | ۷ ف       | ۱۰۳٫۵۴ | 2     |
| ریکاردا فونک    | کی-۱ زنان  | ۹۷٫۱۵   | ۷       | ۹۴٫۹۵   | ۶       | ۹۴٫۹۵   | ۶ ص     | ۹۷٫۳۱     | ۱ ص       | ۱۴۹٫۰۸ | ۱۱    |

### کایاک کراس
| ورزشکار      | رویداد           | مسابقه زمانی | رتبه | دور ۱  | شانس مجدد | مرحله  | یک‌چهارم نهایی | نیمه‌نهایی | فینال     | فینال |
| ورزشکار      | رویداد           | مسابقه زمانی | رتبه | موقعیت | موقعیت    | موقعیت | موقعیت        | موقعیت    | موقعیت    | رتبه  |
| ------------ | ---------------- | ------------ | ---- | ------ | --------- | ------ | ------------- | --------- | --------- | ----- |
| نوا هگه      | کایاک کراس مردان | ۶۸٫۰۱        | ۸    | ۱ ص    | استراحت   | ۱ ص    | ۱ ص           | ۱ فا      | ۳         | 3     |
| استفان هنگست | کایاک کراس مردان | ۶۹٫۶۷ (۶)    | ۳۸   | ۲ ص    | استراحت   | ۴      | صعود نکرد     | صعود نکرد | صعود نکرد | ۳۰    |
| ریکاردا فونک | کایاک کراس زنان  | ۷۲٫۸۹        | ۷    | ۱ ص    | استراحت   | ۲ ص    | ۴             | صعود نکرد | صعود نکرد | ۱۴    |
| النا لیلیک   | کایاک کراس زنان  | ۷۴٫۱۹        | ۱۳   | ۱ ص    | استراحت   | ۱ ص    | ۱ ص           | ۲ فا      | ۴         | ۴     |

### اسپرینت
قایقرانان آلمانی سهمیهٔ شرکت در هر یک از مسافت‌های زیر را از طریق مسابقات جهانی اسپرینت قایقرانی ۲۰۲۳ در دویسبورگ، آلمان کسب کردند.
مردان
| ورزشکار                    | رویداد        | مقدماتی | مقدماتی     | یک‌چهارم نهایی | یک‌چهارم نهایی | نیمه‌نهایی | نیمه‌نهایی | فینال   | فینال |
| ورزشکار                    | رویداد        | زمان    | رتبه        | زمان          | رتبه          | زمان      | رتبه      | زمان    | رتبه  |
| -------------------------- | ------------- | ------- | ----------- | ------------- | ------------- | --------- | --------- | ------- | ----- |
| یاکوب ثوردسن               | کی-۱ ۱۰۰۰ متر | ۳:۲۹٫۸۸ | ۲ نیمه‌نهایی | استراحت       | استراحت       | ۳:۲۹٫۳۴   | ۳ فا      | ۳:۳۶٫۸۲ | ۸     |
| آنتون وینکلمان             | کی-۱ ۱۰۰۰ متر | ۳:۲۷٫۸۰ | ۱ نیمه‌نهایی | استراحت       | استراحت       | ۳:۳۱٫۵۱   | ۷ فینال ب | ۳:۲۸٫۰۴ | ۱۰    |
| مکس لمکه یاکوب شوپف        | کی-۲ ۵۰۰ متر  | ۱:۲۸٫۰۳ | ۱ نیمه‌نهایی | استراحت       | ۱:۲۸٫۱۳       | ۱ فا      | ۱:۲۶٫۸۷   | 1       |       |
| تام لیبشر-لوچز مکس رندشمیت | کی-۲ ۵۰۰ متر  | ۱:۲۸٫۳۹ | ۱ نیمه‌نهایی | استراحت       | ۱:۲۷٫۶۷       | ۴ فا      | ۱:۲۷٫۸۰   | ۴       |       |

زنان
| ورزشکار                     | رویداد       | مقدماتی | مقدماتی     | یک‌چهارم نهایی | یک‌چهارم نهایی | نیمه‌نهایی | نیمه‌نهایی | فینال | فینال |
| ورزشکار                     | رویداد       | زمان    | رتبه        | زمان          | رتبه          | زمان      | رتبه      | زمان  | رتبه  |
| --------------------------- | ------------ | ------- | ----------- | ------------- | ------------- | --------- | --------- | ----- | ----- |
| یولاینه فرام                | کی-۱ ۵۰۰ متر | ۱:۵۵٫۳۷ | ۲ نیمه‌نهایی | استراحت       | ۱:۵۳٫۴۳       | ۱ فا      | ۱:۵۱٫۹۳   | ۶     |       |
| یولاینه فرام پلاین ایچوسمان | کی-۲ ۵۰۰ متر | ۱:۴۱٫۶۵ | ۲ نیمه‌نهایی | استراحت       | ۱:۴۰٫۸۹       | ۳ فا      | ۱:۳۹٫۶۱   | ۷     |       |
| یولاینه فرام لئا یونه       | کی-۴ ۵۰۰ متر | ۱:۳۱٫۰۲ | ۱ نیمه‌نهایی | استراحت       | ۱:۳۰٫۴۵       | ۱ فا      | ۱:۳۰٫۸۵   | ۶     |       |

## دوچرخه‌سواری

### جاده
۵ دوچرخه‌سوار آلمانی، توانستند راه را برای حضور در المپیک هموار سازند.
دو مرد و سه زن در ماده‌ی جاده این رشته به رقابت پرداختند. آنها براساس رده‌بندی نهایی مسابقات دوچرخه‌سواری قهرمانی جاده جهان که در سال ۲۰۲۳ در گلاسگو بریتانیا برگزار شده بود، در این مسابقات حاضر شدند.
| ورزشکار            | ماده            | زمان     | رتبه |
| ------------------ | --------------- | -------- | ---- |
| نیلس پولیت         | جاده مردان      | ۶:۳۹:۲۹  | ۷۰   |
| ماکسیمیلیان شاخمان | جاده مردان      | ۶:۲۱:۵۴  | ۲۸   |
| ماکسیمیلیان شاخمان | تایم تریل مردان | ۳۷:۵۰٫۷۱ | ۹    |
| فرانسیسکا کوخ      | جاده زنان       | ۴:۰۷:۱۶  | ۴۰   |
| لیانه لیپرت        | جاده زنان       | ۴:۰۳:۲۷  | ۱۶   |
| آنتونیا نیدرمایر   | جاده زنان       | ۴:۴۰:۲۳  | ۳۲   |
| میکه کروگر         | تایم تریل زنان  | ۴۲:۲۸٫۱۲ | ۱۳   |
| آنتونیا نیدرمایر   | تایم تریل زنان  | ۴۲:۵۳٫۷۹ | ۱۵   |

### پیست
آلمان‌ها یک تیم کامل مردان و یک تیم کامل زنان را با توجه به آخرین رده‌بندی فدراسیون جهانی، به المپیک اعزام کرد.
سرعت
| ورزشکار            | رویداد     | مقدماتی           | مقدماتی | دور ۱                                   | شانس مجدد ۱                          | دور ۲                                 | شانس مجدد ۲           | دور ۳                                 | شانس مجدد ۳           | یک‌چهارم نهایی                               | نیمه نهایی                                               | نهایی / برنز                                                 | نهایی / برنز |             |
| ورزشکار            | رویداد     | زمان سرعت(km/h)   | رتبه    | رقیب زمان سرعت (km/h)                   | رقیب زمان سرعت (km/h)                | رقیب زمان سرعت (km/h)                 | رقیب زمان سرعت (km/h) | رقیب زمان سرعت (km/h)                 | رقیب زمان سرعت (km/h) | رقیب زمان                                   | رقیب زمان                                                | رقیب زمان                                                    | رتبه         |             |
| ------------------ | ---------- | ----------------- | ------- | --------------------------------------- | ------------------------------------ | ------------------------------------- | --------------------- | ------------------------------------- | --------------------- | ------------------------------------------- | -------------------------------------------------------- | ------------------------------------------------------------ | ------------ | ----------- |
| مکسیمیلیان دورنباخ | سرعت مردان | ۹٫۶۵۵ ۷۴٫۵۷۳      | ۲۴ Q    | لاورایسن (NED) · شکست                   | اوبارا (JPN) · ویژیه (FRA) · شکست    | پیشروی نکرد                           | پیشروی نکرد           | پیشروی نکرد                           | پیشروی نکرد           | پیشروی نکرد                                 | پیشروی نکرد                                              | پیشروی نکرد                                                  | پیشروی نکرد  | پیشروی نکرد |
| لوکا اشپیگل        | سرعت مردان | ۹٫۴۷۹ ۷۵٫۹۵۷      | ۱۵ Q    | اوانگ (MAS) · شکست                      | Tjon En Fa (SUR) · Zhou (CHN) · شکست | پیشروی نکرد                           | پیشروی نکرد           | پیشروی نکرد                           | پیشروی نکرد           | پیشروی نکرد                                 | پیشروی نکرد                                              | پیشروی نکرد                                                  | پیشروی نکرد  | پیشروی نکرد |
| لی سوفی فردریش     | سرعت زنان  | ۱۰٫۰۲۹ ر.ج ۷۱٫۷۹۲ | ۱ Q     | نیکولائس (BEL) · پیروزی ۱۰٫۹۹۷ · ۶۵٫۴۷۲ | استراحت                              | ژنست (CAN) · پیروزی ۱۰٫۶۷۱ · ۶۷٫۴۷۳   | استراحت               | بایونا (COL) · پیروزی ۱۰٫۷۱۶ · ۶۷٫۱۸۹ | استراحت               | میچل (CAN) · پیروزی ۱۰٫۷۷۴, · پیروزی ۱۰٫۶۸۴ | فن ده واو (NED) · شکست, · پیروزی ۱۰٫۷۱۸, · پیروزی ۱۰٫۷۲۱ | اندروز (NZL) · شکست, شکست                                    | 2            |             |
| اما هینز           | سرعت زنان  | ۱۰٫۱۹۸ ۷۰٫۶۰۲     | ۶ Q     | وردوگو (MEX) · پیروزی ۱۰٫۹۲۸ · ۶۵٫۸۸۶   | استراحت                              | کلونان (AUS) · پیروزی ۱۰٫۸۸۶ · ۶۶٫۱۴۰ | استراحت               | Sato (JPN) · پیروزی ۱۰٫۸۳۸ · ۶۶٫۴۳۳   | استراحت               | اندروز (NZL) · شکست, شکست                   | پیشروی نکرد                                              | جایگاه پنجم · میچل (CAN) · بایونا (COL) · کیپول (GBR) · شکست | ۶            |             |

## هاکی روی چمن
| تیم         | رویداد       | دور گروهی           | دور گروهی          | دور گروهی                  | دور گروهی         | دور گروهی                   | دور گروهی | یک‌چهارم نهایی                  | نیمه‌نهایی        | نهایی                      | نهایی       |
| تیم         | رویداد       | رقیب نتیجه          | رقیب نتیجه         | رقیب نتیجه                 | رقیب نتیجه        | رقیب نتیجه                  | رتبه      | رقیب نتیجه                     | رقیب نتیجه       | رقیب نتیجه                 | رتبه        |
| ----------- | ------------ | ------------------- | ------------------ | -------------------------- | ----------------- | --------------------------- | --------- | ------------------------------ | ---------------- | -------------------------- | ----------- |
| مردان آلمان | رقابت مردان  | فرانسه · پیروزی ۸–۲ | اسپانیا · شکست ۰–۲ | آفریقای جنوبی · پیروزی ۵–۱ | هلند · پیروزی ۱–۰ | بریتانیای کبیر · پیروزی ۲–۱ | ۱ Q       | آرژانتین · پیروزی ۳–۲          | هند · پیروزی ۳–۲ | هلند · شکست ۱–۳پ · FT: ۱–۱ | 2           |
| زنان آلمان  | مسابقات زنان | ژاپن · پیروزی ۲–۰   | هلند · شکست ۱–۲    | فرانسه · پیروزی ۵–۱        | چین · پیروزی ۴–۲  | بلژیک · شکست ۰–۲            | ۳ Q       | آرژانتین · شکست ۰–۲P · FT: ۱–۱ | پیشروی نکرد      | پیشروی نکرد                | پیشروی نکرد |

## فوتبال
| تیم        | رقابت              | دور گروهی             | دور گروهی                      | دور گروهی           | دور گروهی | یک‌چهارم نهایی                     | نیمه‌نهایی                             | مسابقه مدال برنز     | مسابقه مدال برنز |
| تیم        | رقابت              | رقیب نتیجه            | رقیب نتیجه                     | رقیب نتیجه          | رتبه      | رقیب نتیجه                        | رقیب نتیجه                            | رقیب نتیجه           | رتبه             |
| ---------- | ------------------ | --------------------- | ------------------------------ | ------------------- | --------- | --------------------------------- | ------------------------------------- | -------------------- | ---------------- |
| زنان آلمان | Women's tournament | استرالیا · پیروزی ۳–۰ | ایالات متحده آمریکا · شکست ۱–۴ | زامبیا · پیروزی ۴–۱ | ۲ Q       | کانادا · پیروزی 4–2پ · 0–0 (و.ا.) | ایالات متحده آمریکا · شکست ۰–۱ (و.ا.) | اسپانیا · پیروزی ۱–۰ | 3                |

## هندبال
| تیم         | رقابت        | دور گروهی              | دور گروهی           | دور گروهی              | دور گروهی              | دور گروهی              | دور گروهی | یک‌چهارم نهایی            | نیمه‌نهایی              | نهایی / برنز         | نهایی / برنز |
| تیم         | رقابت        | رقیب نتیجه             | رقیب نتیجه          | رقیب نتیجه             | رقیب نتیجه             | رقیب نتیجه             | رتبه      | رقیب نتیجه               | رقیب نتیجه             | رقیب نتیجه           | رتبه         |
| ----------- | ------------ | ---------------------- | ------------------- | ---------------------- | ---------------------- | ---------------------- | --------- | ------------------------ | ---------------------- | -------------------- | ------------ |
| مردان آلمان | مسابقه مردان | سوئد · پیروزی ۳۰–۲۷    | ژاپن · پیروزی ۳۷–۲۶ | کرواسی · شکست ۲۶–۳۱    | اسپانیا · پیروزی ۳۳–۳۱ | اسلوونی · پیروزی ۳۶–۲۹ | ۱ Q       | فرانسه · پیروزی 35–34و.ا | اسپانیا · پیروزی ۲۵–۲۴ | دانمارک · شکست ۲۶–۳۹ | 2            |
| زنان آلمان  | مسابقه زنان  | کرهٔ جنوبی · شکست ۲۲–۲۳ | سوئد · شکست ۲۸–۳۱   | اسلوونی · پیروزی ۴۱–۲۲ | دانمارک · شکست ۲۷–۲۸   | نروژ · شکست ۱۸–۳۰      | ۴ Q       | فرانسه · شکست ۲۳–۲۶      | پیشروی نکرد            | پیشروی نکرد          | ۸            |